# Felnőttképzők Szövetsége
A Felnőttképzők Szövetsége (rövidítése: FVSZ) a magyarországi felnőttképzés  érdekvédelmi szervezete. 1992. december 3-án négy  alapító taggal alakult meg. 1993. február 1-jén jegyezték be.

## Története
1992. december 3-án négy  alapitó taggal alakult meg, 1993. február 1-jén jegyezték be. 42 tagszervezet részvételével kezdte meg hivatalos működését. Tagsága 2019-ben mintegy 140 volt. A tagság soraiban az annak döntő hányadát képviselő vállalkozások mellett számos iskola, egyetem és nonprofit szervezet is megtalálható.

## Címe
1117 Budapest, Nádorliget utca 11. C ép.

## Szolgáltatásai
A Szövetség állandó támogatást, segítséget nyújt a felnőttképzők tevékenységéhez.

## Vezetői
Elnöke Zsuffa Ákos.